# Virginia Slims of New Orleans 1988
Il Virginia Slims of New Orleans 1988 è stato un torneo di tennis giocato sul cemento.
È stata la 5ª edizione del torneo, che fa parte della categoria Tier III nell'ambito del WTA Tour 1988.
Si è giocato a New Orleans negli USA, dal 3 al 9 ottobre 1988.

## Campionesse

### Singolare
Chris Evert ha battuto in finale  Anne Smith con il punteggio di 6–4, 6–1

### Doppio
Beth Herr /  Candy Reynolds hanno battuto in finale  Lori McNeil /  Betsy Nagelsen con il punteggio di 6–4, 6–4